# Mélodrame (film)
Pour les articles homonymes, voir Mélodrame.
Pour plus de détails, voir Fiche technique et Distribution.
Mélodrame est un film français réalisé par Jean-Louis Jorge et sorti en 1976.

## Fiche technique
- Titre : Mélodrame
- Réalisation : Jean-Louis Jorge
- Scénario : Jean-Louis Jorge
- Photographie : Ramon Suarez
- Costumes : Franckie
- Son : Jean-Pierre Triou
- Musique : Pemamusic - Christian Bonneau
- Montage : Anne Brotons et Jean-Louis Jorge
- Production : Fanny Berchaux
- Société de production : Centre européen - Radio - Cinéma - Télévision (CERCT)
- Société de distribution : Capital Films
- Format : 35 mm, noir et blanc
- Pays de production :  France
- Durée : 90 minutes
- Date de sortie : France - 2 juin 1976

## Distribution
- Martine Simonet : Nora
- Vicente Criado : Antonio
- Maud Molyneux : Anna
- Benoît Ferreux : Johnny
- Manuela Miranda
- Orla Frau
- Frankie